# San Giovanni Battista (Leonardo)
San Giovanni Battista è un dipinto a olio su tavola di noce (69x57 cm) di Leonardo da Vinci, databile al 1508-1513 e conservato dal 2018 al Louvre Abu Dhabi.

## Storia

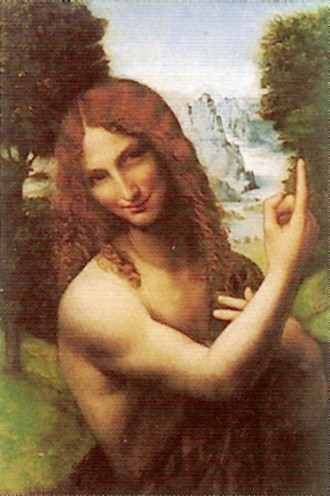
Salaì, San Giovanni Battista, Pinacoteca Ambrosiana, Milano

Forse l'opera è quella commissionata a Firenze da Giovanni Benci verso il 1505. Tra le prime biografie di Leonardo da Vinci, solo l'Anonimo Gaddiano o Magliabechiano (1537-1542 circa) indica un San Giovanni Battista tra le sue opere. Nell’Itinerario del 1521, che descrive un viaggio per l'Italia del Nord, la Svizzera, la Germania i Paesi Bassi e la Francia nel 1517-1518 di monsignor Antonio de Beatis da Molfetta, segretario del cardinale Luigi d'Aragona, è ricordato un incontro con Leonardo il giorno 10 ottobre 1517 al castello di Cloux, dove sarebbero state mostrate quattro opere: due ritratti (uno dei quali si presume fosse la Gioconda), la "Madonna col Bambino seduto sui ginocchi di Sant'Anna" ed infine un "San Giovanni Battista giovane".
Divenne di proprietà del Salaì alla morte di Leonardo e dopo la prematura morte dell'allievo, avvenuta nel 1524 per un colpo di schioppo, l'inventario dei suoi beni riporta questa indicazione: "n.° 1 quadro cum uno Santo Ioanne piz. zoveno", ossia un quadro con un San Giovanni giovane, valutato poco più di 25 scudi. Lo stesso Salaì fu però autore di un San Giovanni Battista, ispirato a quello di Leonardo, conservato oggi alla Pinacoteca Ambrosiana, e non è chiaro a quale opera si riferisca esattamente l'inventario.
I parenti del Salaì avrebbero poi venduto il dipinto di Leonardo, magari a Francesco I di Francia. Successivamente la tavola riapparve, verso il 1630, in un inventario dei beni di proprietà di Roger Duplessis de Liancourt, ciambellano di Luigi XIII presso il re Carlo I d'Inghilterra. Al re inglese venne poi ceduto il dipinto in cambio di due opere: il Ritratto d'Erasmo di Hans Holbein e la Sacra Famiglia di Tiziano, come riferito da Abraham van der Doort nel catalogo della collezione del re d'Inghilterra.
Dopo l'esecuzione capitale di re Carlo I, avvenuta il 30 gennaio 1649, il parlamento inglese decise di vendere all'asta i suoi beni: il San Giovanni Battista fu acquistato in una di queste vendite, più precisamente il giorno 8 ottobre 1651, dai francesi Cruso e Térence per 140 lire. Successivamente i due collezionisti lo vendettero al banchiere e mercante d'arte Everhard Jabach.
Gli agenti di Luigi XIV di Francia acquistarono la tavola dal mercante tedesco probabilmente nella prima delle due grandi aste attraverso le quali Jabach vendette la sua immensa collezione d'arte, tra il 1660 ed il 1662; in ogni caso entro il 1666 la tavola era già nelle collezioni reali (inventariato da Charles Le Brun nel 1683), confluite poi al Louvre dopo la Rivoluzione.
Nel 2018 l'opera è stata trasferita al Louvre Abu Dhabi, come parte di un accordo trentennale tra il governo francese e il governo degli Emirati Arabi Uniti. 

## Descrizione e stile
Il giovane san Giovanni emerge da uno sfondo scuro in cui non si riesce a scorgere alcun riferimento spaziale, con una rotazione a spirale del busto che lo pone improvvisamente sotto una luce proveniente da sinistra. Con la mano destra indica la Croce che tiene in mano, suo tipico attributo, e il cielo, invitando l'osservatore a una meditazione sulla venuta di Cristo. Egli si rivolge direttamente con lo sguardo allo spettatore, con un'espressione languida, ambigua e dolcemente sorridente. La fisionomia e l'atteggiamento sono tipici della produzione matura di Leonardo, ed hanno dato origine a svariate interpretazioni allegoriche, sia in chiave cristiana che pagana, tuttavia piuttosto forzate vista l'inequivocabilità del soggetto.
La veste è composta da una pelliccia, tipica veste dell'eremita, cadente e retta dal braccio sinistro, lasciando scoperti il braccio e la spalla destra, dalle proporzioni perfette. I capelli sono folti e ricci, e ricordano la fisionomia del Salaì, allievo di Leonardo che si prestò forse come modello. La forma della capigliatura, stando agli stessi scritti di Leonardo, aveva analogie con gli studi del moto vorticoso dell'acqua, oggetto di approfondimento proprio in quegli anni: "Il moto del vello dell'acqua [...] fa a uso de' capelli, che hanno due moti: [...] l'uno attende al peso del vello, l'atro al lineamento delle volte", cioè la forma dei capelli dipende dalla direzione del peso e dell'increspatura naturale.
Il lento e raffinato sovrapporsi di velature della pittura a olio è detto "sfumato" e permette di ottenere morbidi e delicatissimi passaggi tra le luci e le ombre, accentuando la plasticità del soggetto e la rotondità delle forme. Impossibile è rilevare tracce delle pennellate, fuse nei tenui trapassi di colore, con velature atmosferiche (cioè che sembrano cogliere la consistenza dell'aria) e degli strati pittorici tono su tono.